# Tillriktning
Med tillriktning menas inom typografin det mellanrum som finns mellan de olika bokstäverna i ett ord. Tillriktningen kan ändras antingen genom kerning, eller genom spärrning/knipning.
Knipning avser den generella sammanträngningen av bokstäverna. Gäller det en individuell justering av avståndet mellan två bokstäver kallas det kerning.